# جردن گراهام (بازیکن فوتبال، زاده ۱۹۹۷)
جردن گراهام (انگلیسی: Jordan Graham؛ زادهٔ ۳۰ دسامبر ۱۹۹۷) بازیکن فوتبال است.
از باشگاه‌هایی که در آن بازی کرده‌است می‌توان به باشگاه فوتبال لستر سیتی اشاره کرد.